# Jogos Asiáticos de 2026
Os Jogos Asiáticos de 2026 (em japonês: 2026年アジア競技大, 2026-nen Ajia kyōgi taikai; e 第20回アジア競技大会, Dai-20-kai Ajia kyōgi taikai), também chamado de XX Jogos da Ásia, será um evento multi-desportivo a ser celebrado em Nagoia, no Japão, entre os dias 18 de setembro e 3 de outubro de 2026.
Esta será a terceira cidade japonesa a sediar o evento. As oportunidades anteriores ocorreram nas cidades de Tóquio (em 1958) e Hiroshima (em 1994).

## Organização

#### Candidatura
O Conselho Olímpico da Ásia (em inglês: Olympic Council of Asia - OCA) selecionou a cidade de Nagoia como sede para os Jogos de 2026, durante a sessão anual de sua Assembleia Geral na cidade vietnamita de Danang, em 25 de setembro de 2016.
A cidade havia cancelado, anteriormente, os seus planos de uma eventual candidatura. O principal motivo para esta decisão seria uma disputa relacionada as previsões orçamentárias para o evento, entre as prefeituras de Aichi e da cidade de Nagoia. Com o impasse resolvido, prosseguiu-se com a candidatura.
O Conselho Olímpico da Ásia previa escolher a sede do evento de 2026 em 2018. Contudo, em razão do ciclo olímpico extenso no continente, com os Jogos Olímpicos de Inverno (em 2018 e 2022) e os Jogos Olímpicos de Verão (em 2020) sendo nele sediados, a entidade preferiu adiantar em dois anos o processo de escolha da cidade-sede para os Jogos Asiáticos de 2026.

### Estimativa de custos
A cidade de Nagoia estima receber oitenta e cinco bilhões de Ienes do governo de Aichi para a realização dos Jogos, sendo que trinta porcento deste valor deverá ser coberto por patrocinadores e receitas alternativas. A porcentagem restante será dividida entre a cidade que abrigará o evento e a prefeitura de Aichi.

### Locais de provas
O plano do comitê está em utilizar os locais já existentes para os Jogos de 2026. O Estádio Paloma Mizuho receberá os cerimoniais e as disputas de atletismo. O complexo Nippon Gaish Hall será usado para a ginástica e os eventos aquáticos. O basquetebol será disputado no Nagoya Dome. O Estádio de Toyota (Toyota Stadium) receberá as partidas de futebol.